# HD 19080
HD 19080，又名BD+15 430，SAO 93260、HR 924，是一颗恒星，视星等为6.49，位于銀經163.84，銀緯-36.22，其B1900.0坐标为赤經2h 59m 6.6s，赤緯+15° -36.22′ 5″。